# Ampedus pyrenaeus
Ampedus pyrenaeus is een keversoort uit de familie kniptorren (Elateridae). De wetenschappelijke naam van de soort is voor het eerst geldig gepubliceerd in 1981 door Zeising.